# Pavel Pacner
Pavel Pacner (* 23. června 1976, Třebíč) je český římskokatolický kněz a nynější probošt Význačné kolegiátní kapituly u sv. Václava v Mikulově.
Po studiích teologie na teologické fakultě v Olomouci (1996–2001) byl 29. června 2002 vysvěcen na kněze, působil jako kaplan ve Velkém Meziříčí, Hodoníně a Dolních Bojanovicích, od září 2007 byl administrátorem v Mutěnicích a v srpnu 2011 nastoupil k duchovní službě do Mikulova. Zde byl nejprve administrátorem farnosti u sv. Jana v Mikulově a excurrendo spravoval farnosti Březí u Mikulova, Klentnice, Perná a Sedlec u Mikulova. Dne 1. listopadu 2012 jej biskup Vojtěch Cikrle jmenoval proboštem Význačné kolegiátní kapituly u sv. Václava v Mikulově a farářem mikulovské farnosti u sv. Václava, jeho farnosti excurrendo mu zůstaly.
Jeho dva rodní bratři, Jan a Stanislav, jsou rovněž kněžími brněnské diecéze.